# Delayne Maple
Delayne Amaris Maple (Mission Viejo, 9 de junho de 2002) é uma jogadora de voleibol de praia estadunidense.

## Carreira
Ela é filha de Raquel e Trent Maple, é irmã de Peyton, foi arremessador júnior do time de beisebol da Universidade de Monmouth.Jogou pelo time do Colégio Torrey Pines. 
Em 2018, formou dupla com Megan Kraft na etapa de Hermosa Beach do circuito da AVP e no ano de 2019, obtiveram como melhor resultado a quinta posição na etapa de Hermosa Beach,  e no circuito mundial de 2020, conquistaram o quarto lugar no torneio uma estrela em Guam. Em 2021, esteve com Megan Kraft na conquista da medalha de ouro na edição do Campeonato Mundial Sub-19 sediado em Phukete no circuito da AVP jogou com Devon Newberry, voltando juntas competir no referido circuito em 2023, formando dupla também com Xolani Hodel.

## Títulos e resultados
- 1* de Guam do Circuito Mundial de 2020